# Група 9 на периодичната система
Група 9 на периодичната система („кобалтова група“) е група на периодичната система, съставена от преходните метали:
- кобалт
- родий
- иридий
- майтнерий